# 한국농산물품질관리사협회
한국농산물품질관리사협회는 농산물품질관리기술을 보급하여 농업생산성 향상과 농업인의 소득 증대를 도모하고 농산물 유통의 효율화를 촉진하여 소비자보호와 농업발전에 기여할 목적으로 2008년 6월 21일 설립된 대한민국 농림수산식품부 소관의 사단법인이다. 사무실은 서울특별시 송파구 가락동 600번지, 청과동 3층 3-1호에 있다.

## 주요 사업
- 농산물품질관리사의 자질 향상을 위한 연수 및 교육사업
- 농업생산성 향상을 위한 품질관리 기술의 보급과 자문
- 유통효율화를 위한 기술의 보급 및 자문
- 우수농산물에 대한 소비자 홍보 사업
- 농산물품질관리와 유통효율화를 위한 농업관련 기관·단체 등과 교류 협력사업
- 농산물 품질관리 기술 향상과 유통효율화를 위한 각종 용역사업
- 농산물품질관리 기술 향상과 유통효율화에 관한 정보교류사업